# Vamos entrando
Vamos entrando es el tercer álbum en directo (y decimonoveno lanzamiento) del grupo español La Polla Records. A su vez, fue el último lanzamiento de La Polla Records, que se había disuelto en el 2003.
El DVD (del que también hay un disco) fue grabado en el Festival Viña Rock 2003. A diferencia de los otros dos discos en vivo, que tuvieron la misma formación, este contó con Txiki en la guitarra solista (en lugar de Txarly, quien abandonó el grupo en el 2000), y Tripi en la batería (en lugar de Fernandito, quien falleció en el 2002). Además, en este concierto se tocó una canción que no corresponde al grupo: "Manolo Ascodas", la cual pertenece a The Kagas, banda paralela formada por Evaristo en 2002. Al igual que En tu recto, quedaron excluidas las canciones del álbum Bajo presión y en esta ocasión, también de Negro y Los jubilados.
Diez años después de su lanzamiento, a finales de 2014 el sello Maldito Records publicó una edición remasterizada de este álbum a modo de aniversario.

## Canciones
- Todas las canciones compuestas por La Polla Records, excepto donde se indique.

1. "Salve" - 3:24
2. "Lucky Man For You" - 1:05
3. "Tan harto" - 2:27
4. "Que Turututu Ay Que Tururu" - 2:32
5. "Fucking Usa" - 2:32
6. "Socios a la fuerza" - 1:11
7. "Nadie llorará por ti" - 2:12
8. "Maigenerasion" - 1:45
9. "Igual para todos" - 1:53
10. "Delincuencia" - 2:00
11. "Gaseosa La Clashera" - 2:31
12. "Porno en acción" - 0:57
13. "Txus" - 1:27
14. "No somos nada" - 3:24
15. "Ya no quiero ser yo" - 2:40
16. "Radio Crimen" - 2:00
17. "Johnny" - 2:30
18. "Todo por la patria" - 0:52
19. "Chica yeyé" - 2:10
20. "La solución final" - 3:06
21. "Los siete enanitos" - 1:30
22. "Shanti" - 1:06
23. "Alegría navarra" - 2:20
24. "Cara al culo" - 1:36
25. "Ellos dicen mierda" - 4:31
26. "Envidia cochina" - 3:03
27. "Come mierda" - 1:50
28. "El congreso de los ratones" - 1:27
29. "El avestruz" - 2:00
30. "Manolo Ascodas" (The Kagas) - 2:40
31. "Toda la puta vida igual" - 4:36

## Personal
- Evaristo - Voz.
- Txiki - Guitarra solista.
- Sume - Guitarra rítmica, coros.
- Abel - Bajo, coros.
- Tripi - Batería.

- Datos: Q6159443